# Majamama
Majamama es el primer álbum de Juan Zamorano el cual contempla canciones de diversas etapas de su vida, generando un mestizaje de estilos musicales y temáticas que incluye la trova, música latinoamericana y popular.
El disco fue producido y dirigido de manera independiente por Juan Zamorano y contó con la colaboración de Federico Wolf en la producción.

## Músicos
Para la grabación de este álbum, se trabajó con los siguientes músicos
- Rodrigo Pereira (batería, percusiones y coros)
- Cristóbal "Obal" Vera (teclados y acordeón)
- Ricardo Urtubia (guitarras)
- Mario Villalobos (bajo eléctrico)
- Juan Zamorano (voces, guitarra acústica)

## Lanzamiento del disco
El lanzamiento del disco fue realizado en la Sala Master de la Radio Universidad de Chile en donde por primera vez sale a la venta el formato físico (CD) de la producción.
Para esta presentación la banda se conformó por:
- Rodrigo Pereira (batería, percusiones y coros, coros)
- Cristóbal "Obal" Vera (teclados y acordeón)
- Diego Vera (bajo eléctrico)
- Ariel Jara (guitarra eléctrica, coros)
- Juan Zamorano (voz, guitarra acústica)
- Carlos Sepúlveda (percusiones y charango)

## Lista de canciones
Todas las canciones fueron compuestas por Juan Zamorano.
1. Vestida de luna - 4:31
2. No Creo - 4:31
3. Preludio - 3:37
4. Óleo - 3:31
5. La Canción que Agoniza - 2:25
6. Preguntas a Pilar - 3:49
7. Mujer  Normal - 4:17
8. Girasol - 4:37
9. Nana a Rocío - 3:20
10. A contraviento - 4:13
11. Trova a Don Alexander - 5:25
12. Susurro - 3:09